# Roy Henry

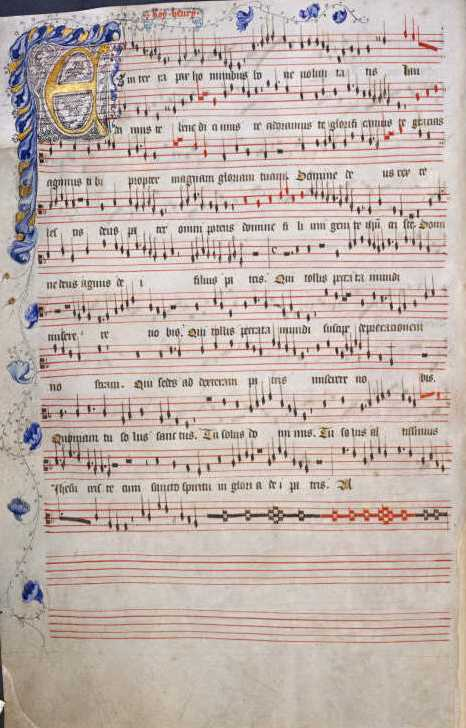
Arrangement d’un Gloria de Roy Henry : Folio 12v du manuscrit Old Hall.

Roy Henry (fl. vers 1410) est un compositeur anglais, presque certainement un roi d’Angleterre, probablement Henry V mais peut-être aussi Henry IV. Sa musique, deux compositions en tout, figure en très bonne place dans le manuscrit Old Hall.
Les musicologues n'ont pas été en mesure de désigner quel monarque anglais a écrit les deux mouvements de la messe 
qui paraissent en tête de leurs sections respectives dans le manuscrit Old Hall. 
La musique de Roy Henry consiste en deux mouvements de messe : un Gloria et un Sanctus, tous deux pour trois voix et écrits dans un registre assez bas. La musique elle-même est habilement composée et, chose exceptionnelle pour l'époque, aucun plain-chant spécifique ne peut être identifié comme source. Les deux pièces peuvent avoir été composées librement ou le chant sous-jacent peut faire partie de l'énorme répertoire perdu de la musique du début du XVe siècle, donc non identifiable (la grande majorité des manuscrits de l'époque ayant été détruits lors de la dissolution des monastères par Henri VIII dans les années 1530 .